# Vandaahl de Verderver
Vandaahl de Verderver is een stripalbum uit 1987 en het zestiende deel uit de stripreeks Storm, getekend door Don Lawrence naar een scenario van Martin Lodewijk. Het is het zevende deel van de subreeks De kronieken van Pandarve.

## Het verhaal
In een ander heelal wordt een titanische strijd beslecht en wordt de aanstichter, Vandaahl de Verderver, als oorlogsmisdadiger veroordeeld. In een stasis-harnas dat hem onkwetsbaar maakt wordt hij in stasis-slaap in een zwart gat geworpen. Maar de opperrechter van het hoogste kwadrant der werelden realiseert zich niet dat het zwart gat in verbinding staat met het witte gat van Pandarve, dat hem weer uitspuwt. Pas later wordt hem door een geleerde op deze mogelijkheid gewezen, en hij besluit Vandaahl in een speciaal ruimteschip achterna te reizen omdat hij wellicht een ander heelal met een vreselijk kwaad heeft opgescheept.
Tijdens hun verblijf op de waterplanetoïde worden Storm, Roodhaar en Nomad opgeschrikt door een projectiel dat in de zee belandt. Als ze het opvissen blijkt het om Vandaahl te gaan. Eenmaal bevrijdt uit zijn stasis-slaap gaat Vandaahl de Verderver op oorlogspad. Hij heeft maar een doel: het heelal vernietigen. Eenmaal uit zijn stasis-slaap wordt het harnas namelijk een vreselijk wapen, waar het oorspronkelijk voor ontworpen was. Het kan vliegen, energieprojectielen afvuren, en maakt de drager onkwetsbaar. Vandaahl vernietigt de nederzetting en vliegt naar Pandarve.
Storm, Roodhaar en Nomad proberen hem te stoppen. Ze reizen naar Pandarve, waar ze een verwoeste stad aantreffen. Niet alleen heeft Vandaahl dit gedaan, maar verzamelt hij tevens een leger om zich heen om Pandarve te veroveren en alles en iedereen te vernietigen. Vandaahl stelt zijn slachtoffers voor de keus te sterven of zich aan te sluiten bij zijn vernietigingscampagne, zodat zijn leger gestaag groeit. Een van de overlevenden, een jongen genaamd Rat, sluit zich bij Storm aan. De opperrechter van het hoogste kwadrant der werelden staat Storm echter bij en geeft hem een communicatiejuweel dat hem speciale krachten geeft, waarna hij de groep naar Vandaahls leger transporteert.
Vandaahl benoemt Storm tot generaal en trekt verder, recht op een rijke stad af. Aanvankelijk is het plan dat Rat tijdens de slag naar Vandaahl toesluipt en op het harnas de knoppen indrukt waarmee dit wordt uitgeschakeld en Vandaahl zodoende weerloos is. Wanneer een onbesuisde soldaat Vandaahl aanval wordt deze geveld door een elektrische schok en Storm beseft dat het harnas een eigen verdediging heeft en dat men Vandaahl niet eens aan kan raken zonder dit direct met de dood te moeten bekopen. 
De slag barst los en ondanks de verdediging breekt Vandaahls leger met gemak door de stadsmuren. Storm kan dit niet aanzien en daagt Vandaahl uit voor een duel. Met hulp van de opperrechter en het communicatiejuweel ontwikkelt Storm bovenmenselijke krachten waarmee hij tegen Vandaahl is opgewassen, maar dit vergt te veel energie van het ruimteschip dat instabiel dreigt te worden. De meeste energie moet immers gebruikt worden om de aanwezigheid van het ruimteschip van de opperrechter te handhaven, die in strijd is met alle natuurwetten. De opperrechter moet Storm opofferen en Vandaahl velt Storm met een vuurbal.
Wanneer Vandaahl Storm wil doden springt Rat op zijn rug. De ontlading doodt hem maar zijn verkrampte vingers drukken net op tijd de knoppen in. Vandaahl verstijft en valt voorover, terwijl Rat dood op de grond valt.
De opperrechter komt zijn veroordeelde ophalen maar tot iedereens grote verbazing zit er slechts een baby in het harnas die steeds kleiner wordt en verdwijnt. De opperrechter legt uit dat dit komt doordat zowel de richting als de snelheid van de tijd in beide heelals verschillend zijn. Rats lichaam wordt in het statisharnas in de herstelde stadsmuur ingemetseld, de opperrechter keert terug naar zijn eigen heelal, en Storm, Roodhaar en Nomad trekken verder omdat Marduk weleens lucht zou kunnen krijgen van de gebeurtenissen.